# Accademia dei criminali romeni
L’Accademia dei criminali romeni, in lingua romena Academia infractorilor români, è un gruppo di ladri e rapinatori romeni che nel periodo 2013-2015 hanno messo a segno diversi furti e rapine in diverse gioiellerie e altre attività commerciali d'Europa, per valori sino a 10 milioni di Euro.

## L'organizzazione
A capo della organizzazione era tale Adrian Marin Botez, detto "Țâță", arrestato il 16 gennaio 2015 dopo essere stato condannato a dieci anni di reclusione per il tentato omicidio di Dumitru "Puiu" Mironescu.
Il gruppo organizzato da Botez operava con tecniche militari; era composto da oltre 100 individui, tutti reclutati nel distretto di Neamț Le persone erano addestrate, coordinate per operare in gioiellerie del territorio dell'Unione Europea.. I membri erano ospitati in un edificio appositamente adattato con vetri oscurati e venivano chiusi nell'edificio con sacchi neri sulla testa.
I furti avvenivano sia di giorno che di notte usando la tecnica cocktail-uri Molotov. Hanno compiuto azioni in Gran Bretagna, Irlanda, Italia, Francia, Austria, Belgio, Germania, Paesi Bassi e Andorra. I colpi duravano in tutto circa 60 secondi e ogni membro aveva ruoli ben definiti.

## In Italia
Il 23 dicembre 2013 il commando fece irruzione in un negozio con mazze e asce; sfondando le vetrine, i malfattori portarono via un valore di circa 300.000 Euro in orologi Rolex. Uno dei quattro arrestati raccontò la loro storia, infrangendo la regola dell'omertà dell'accademia. Oltre cento persone furono arrestate in tutta Europa. In Italia fecero tre rapine nel quadrilatero della moda a Milano. Tra i condannati c'erano Ilie Victor Busa, Costantin Pavel, Ioan Timofte, George Madalin Marian, Ioan Vadana, Radu Gabriel Mihai e Ioan Irinel Acununei.
Vicino alla città di Cluj-Napoca, l'accademia addestra ancora criminali che si aggiungono ai giovani dell’orfanotrofio di Piatra Neamț, arrestati per il colpo milionario da Franck Muller in via della Spiga nel 2013.